# Villa phaeotaenia
Villa phaeotaenia är en tvåvingeart som beskrevs av Mario Bezzi 1920. Villa phaeotaenia ingår i släktet Villa och familjen svävflugor. Inga underarter finns listade i Catalogue of Life.